# Saint-Maurice-de-Rémens
Saint-Maurice-de-Rémens is een gemeente in het Franse departement Ain (regio Auvergne-Rhône-Alpes) en telt 724 inwoners (2012). De plaats maakt deel uit van het arrondissement Belley.

## Geografie
De oppervlakte van Saint-Maurice-de-Rémens bedraagt 10,4 km², de bevolkingsdichtheid is 70 inwoners per km².
De onderstaande kaart toont de ligging van Saint-Maurice-de-Rémens met de belangrijkste infrastructuur en aangrenzende gemeenten.

## Demografie
Onderstaande figuur toont het verloop van het inwonertal (bron: INSEE-tellingen).

Vanwege een beveiligingsprobleem met de MediaWiki Graph-software is het momenteel niet mogelijk deze grafiek weer te geven. Zodra de software is bijgewerkt zal de grafiek vanzelf weer zichtbaar worden.

## Trivia
Schrijver en piloot Antoine de Saint-Exupéry (1900-1944) is op 15 augustus 1900 gedoopt in Saint-Maurice-de-Rémens (geboren werd hij op 29 juni in Lyon) en heeft hier, na de dood van zijn vader in 1904, met zijn moeder, zusjes en broer van 1904 tot 1909 gewoond.

## Galerij

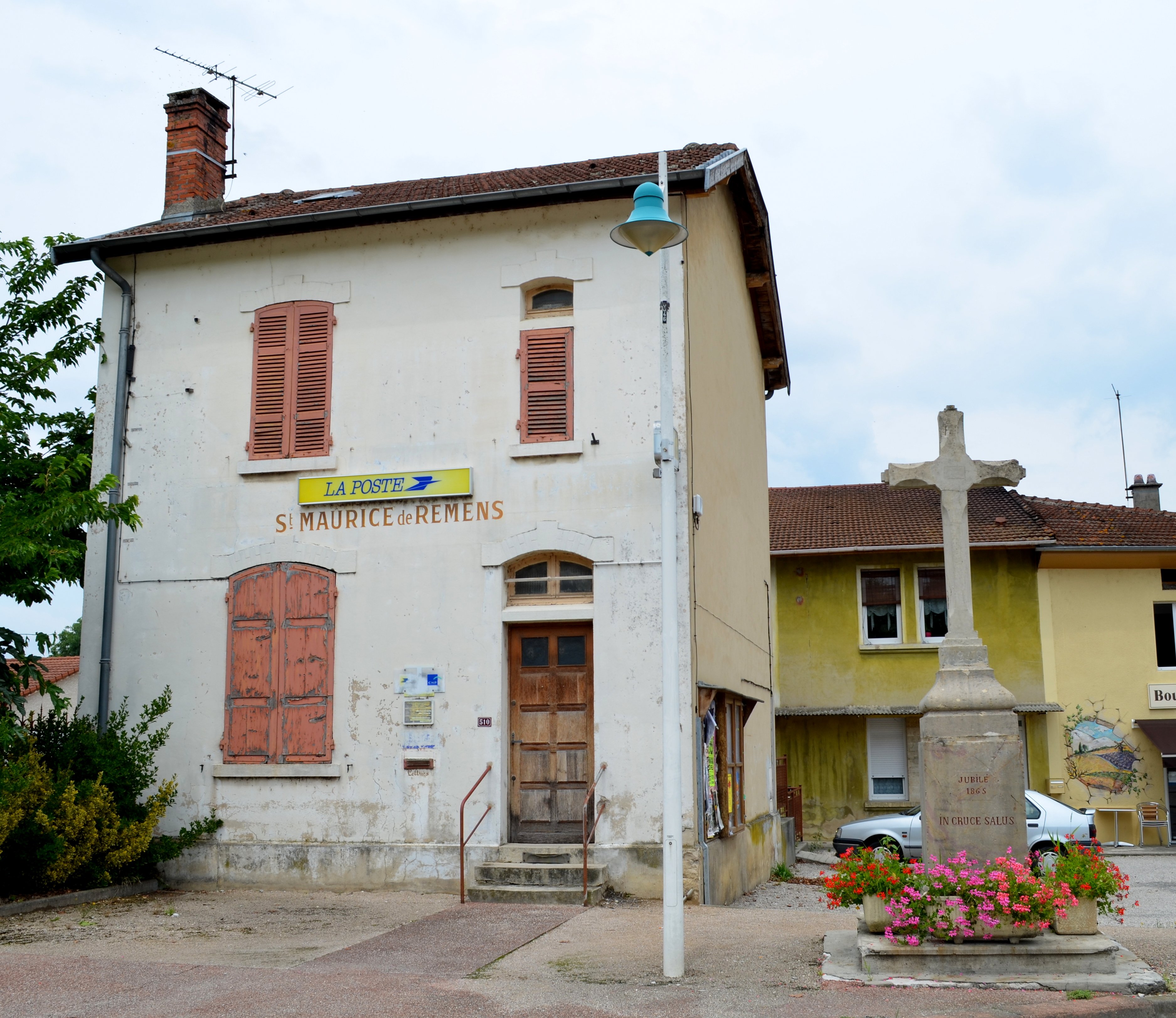
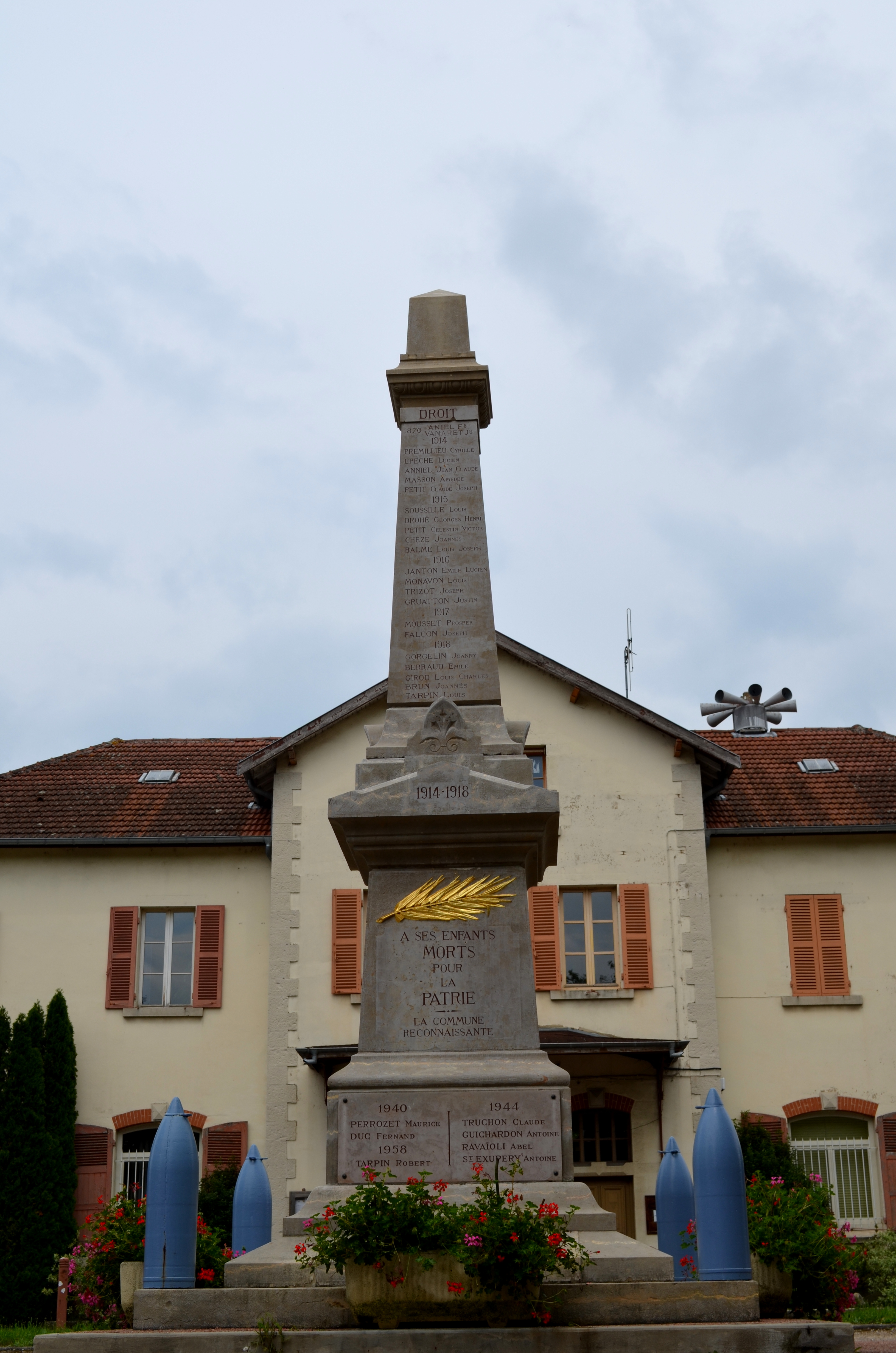